# Катастрофа C-54 под Бейнбриджем
Катастрофа C-54 под Бейнбриджем — крупная авиационная катастрофа, произошедшая в пятницу 30 мая 1947 года. Близ Бейнбриджа в штате Мэриленд потерпел катастрофу C-54B компании Eastern Air Lines, в результате чего погибли 53 человека.

## Самолёт
C-54 представлял собой военный вариант гражданского DC-4 и выпускался в годы Второй мировой войны. Непосредственно данный C-54B-15-DO (заводской номер — 18380, серийный — DO154) был выпущен в 1944 году и относился к модели C-54B (R5D-2), которая имела дополнительные топливные баки, что позволяло увеличить дальность полёта. Далее самолёт поступил в ВМС США. После окончания военных действий, в ноябре 1945 году авиалайнер сдали в аренду компании Eastern Air Lines. Всего на момент катастрофы борт N88814 имел 18 380 часов налёта.

## Катастрофа
Самолёт выполнял рейс 605 по маршруту Ньюарк — Балтимор — Майами. В 17:04 (18:04 EDT) он вылетел из Ньюаркского аэропорта и после набора высоты занял эшелон 4 тысячи футов (1220 метров). На его борту находились 4 члена экипажа (командир, второй пилот и два бортпроводника) и 49 пассажиров.
На подходе к Балтимору в 17:41 (18:41 EDT, по другим данным — 18:55), по свидетельству очевидцев, самолёт неожиданно перешёл в резкое снижение и, перевернувшись, врезался в землю, после чего взорвался. Дуглас упал в 3 километрах от городка Бейнбридж и в районе Порт Депозита. Все 53 человека на борту погибли, что делало данную авиакатастрофу на то время крупнейшей в США.

## Причины
Один моряк заявил, как видел, что у самолёта ещё в полёте отделился хвост. Также и другие свидетели указывали на отделение кусков от хвоста при падении. По мнению следователей, это произошло из-за колоссальных аэродинамических перегрузок. В официальном отчёте причина катастрофы так и не была установлена. Есть лишь предположение, что по неизвестным причинам экипаж потерял управление, что и привело к падению.